# Томаш Суслов
Томаш Суслов (словац. Tomáš Suslov, нар. 7 червня 2002, Списька Нова Весь) — словацький футболіст українського походження, півзахисник італійського клубу «Верону» і національної збірної Словаччини. На правах оренди грає в Італії за «Верону».

## Клубна кар'єра
Народився 7 червня 2002 року в місті Списька Нова Весь. Займався футболом у структурі «Татрана», а 2018 року перебрався до Нідерландів, приєднавшись до академії «Гронінгена».
Влітку 2019 року уклав із клубом свій перший професійний контракт, а за пів року дебютував в іграх за головну команду «Гронінгена». Від початку сезону 2020/21 став стабільним гравцем основного складу.
1 вересня 2023 року перейшов до італійської «Верони» на умовах орендної угоди, яка передбачала обов'язковий викуп прав на нього за досягнення певних умов. 31 січня 2024 року він підписав повноцінний контракт з італійцями до червня 2027 року.

## Виступи за збірні
2018 року дебютував у складі юнацької збірної Словаччини (U-17), загалом на юнацькому рівні взяв участь у 8 іграх, відзначившись 3 забитими голами.
З 2020 року залучається до складу молодіжної збірної Словаччини.
18 листопада того ж 2020 року дебютував в офіційних матчах у складі національної збірної Словаччини, вийшовши на заміну у другому таймі гри проти Чехії в рамках Ліги націй УЄФА 2020—2021 замість Альберта Руснака.
Був включений до заявки словацької команди на чемпіонат Європи 2020 року. По ходу турніру двічі виходив на поле на заміни.
Суслов забив свій перший гол за Словаччину 3 червня 2022 року, під час матчу Ліги націй проти Білорусі, принісши своїй команді перемогу, оскільки забив єдиний гол у грі.
7 червня 2024 року потрапив до заявки головного тренера Франческо Кальцони для участі в Євро-2024.
| Дата       | Місто           | Господарі   | Результат | Гості                | Турнір                               | Голи | Примітки |
| ---------- | --------------- | ----------- | --------- | -------------------- | ------------------------------------ | ---- | -------- |
| 18-11-2020 | Пльзень         | Чехія       | 2 – 0     | Словаччина           | Ліга націй УЄФА 2020-2021 - 1-й етап | -    | 62'      |
| 27-3-2021  | Трнава          | Словаччина  | 2 – 2     | Мальта               | Відбір до ЧС 2022                    | -    | 72'      |
| 1-6-2021   | Рід-ім-Іннкрайс | Словаччина  | 1 – 1     | Болгарія             | товариський матч                     | -    | 57'      |
| 14-6-2021  | Санкт-Петербург | Польща      | 1 – 2     | Словаччина           | ЧЄ 2020 - 1-й етап                   | -    | 87'      |
| 23-6-2021  | Севілья         | Словаччина  | 0 – 5     | Іспанія              | ЧЄ 2020 - 1-й етап                   | -    | 69'      |
| 7-9-2021   | Братислава      | Словаччина  | 2 – 0     | Кіпр                 | Відбір до ЧС 2022                    | -    | 79'      |
| 8-10-2021  | Казань          | Росія       | 1 – 0     | Словаччина           | Відбір до ЧС 2022                    | -    | 80'      |
| 11-11-2021 | Трнава          | Словаччина  | 2 – 2     | Словенія             | Відбір до ЧС 2022                    | -    | 71'      |
| 14-11-2021 | Та-Калі         | Мальта      | 0 – 6     | Словаччина           | Відбір до ЧС 2022                    | -    |          |
| 25-3-2022  | Осло            | Норвегія    | 2 – 0     | Словаччина           | товариський матч                     | -    | 35'      |
| 3-6-2022   | Новий Сад       | Білорусь    | 0 – 1     | Словаччина           | Ліга націй УЄФА 2022-2023 - 1-й етап | 1    | 59'      |
| 6-6-2022   | Трнава          | Словаччина  | 0 – 1     | Казахстан            | Ліга націй УЄФА 2022-2023 - 1-й етап | -    | 71'      |
| 10-6-2022  | Баку            | Азербайджан | 0 – 1     | Словаччина           | Ліга націй УЄФА 2022-2023 - 1-й етап | -    | 65'      |
| 13-6-2022  | Астана          | Казахстан   | 2 – 1     | Словаччина           | Ліга націй УЄФА 2022-2023 - 1-й етап | -    | 88'      |
| 17-11-2022 | Подгориця       | Чорногорія  | 2 – 2     | Словаччина           | товариський матч                     | -    | 45+1'    |
| 20-11-2022 | Братислава      | Словаччина  | 0 – 0     | Чилі                 | товариський матч                     | -    | 89'      |
| 23-3-2023  | Трнава          | Словаччина  | 0 – 0     | Люксембург           | Відбір до ЧЄ 2024                    | -    | 73'      |
| 26-3-2023  | Братислава      | Словаччина  | 2 – 0     | Боснія і Герцеговина | Відбір до ЧЄ 2024                    | -    | 58'      |
| 17-6-2023  | Рейк'явік       | Ісландія    | 1 – 2     | Словаччина           | Відбір до ЧЄ 2024                    | 1    | 57'      |
| 20-6-2023  | Вадуц           | Ліхтенштейн | 0 – 1     | Словаччина           | Відбір до ЧЄ 2024                    | -    |          |
| Усього     |                 | Матчів      | 20        |                      | Голів                                | 2    |          |

## Особисте життя
Вся родина Томаша з боку батька родом з України. Сам батько Сергій Суслов живе в Словаччині з 1991 року.